# وزارة الصناعة والمعادن (العراق)
وزارة الصناعة والمعادن هي هيئة حكومية عراقية أستحدثت بموجب قانون السلطة التنفيذية للجمهورية العراقية رقم 74 لسنة 1959 حيث حلت مكان وزارة الأعمار ومجلس الأعمار . تتولى الوزارة القيام بجميع الأعمال التي تهدف إلى تصنيع البلاد وتشرف على الشؤون الصناعية الحكومية والأهلية.
في عام 1988 تم ربط هيئة التصنيع العسكري بوزارة الصناعة والمعادن بموجب قرار مجلس قيادة الثورة رقم 643 وسميت وزارة الصناعة والتصنيع العسكري ثم الغي القرار المذكور واعيد تسمية الوزارة بوزارة الصناعة والمعادن. والوزير الحالي هوخالد بتال نجم.

## شركات الوزارة
- الشركة العامة للسمنت العراقية [2]
- الشركة العامة لصناعة الأدوية والمستلزمات الطبية[2]
- شركة اور العامة[2]
- الشركة العامة للحديد والصلب[2]
- الشركة العامة للصناعات البتروكيمياوية[2]
- الشركة العامة للتصميم وتنفيذ المشاريع[2]
- الشركة العامة لكبريت المشراق[2]
- الشركة العامة لصناعات النسيج والجلود[2]
- الشركة العامة للصناعات الفولاذية[2]
- الشركة العامة لصناعة الاسمدة الجنوبية[2]
- الشركة العامة للاسمدة الشمالية[2]
- شركة ديالى العامة[2]
- الشركة العامة للفحص والتأهيل الهندسي[2]
- شركة الفرات العامة للصناعات الكيمياوية[2]
- الشركة العامة للصناعات الكهربائية والالكترونية
- الشركة العامة للصناعات التعدينية
- المديرية العامة للتنمية الصناعية
- الشركة العامة لمعدات الاتصالات والقدرة
- الشركة العامة للصناعات الانشائية
- الشركة العامة للصناعات المطاطية والاطارات
- الشركة العامة للأنظمة الالكترونية
- شركة الفارس العامة
- شركة الزوراء العامة
- شركة الصناعات الحربية العامة تم فك ارتباطه بالوزراة وتأسيس هيأة التصنيع الحربي رئيس الجمهورية بعد تصويت مجلس النواب على القانون رقم 25 لسنة 2019 والذي نشر في جريدة الوقائع الرسمية بتاريخ 4/11/2019 يقضي بتشكيل هذه الهيأة التي يقع مقرها في العاصمة بغداد، وترتبط بالقائد العام للقوات المسلحة.[3]
- شركة ابن ماجد العامة
- الشركة العامة لصناعة السيارات والمعدات
- الشركة العامة للصناعات الهيدروليكية
- شركة صناعات الاصباغ الحديثة
- الشركة العامة للصناعات النحاسية والميكانيكية تم فك ارتباطه من وزارة الصناعة والحقت بهيأة التصنيع الحربي بتاريخ4/11/2019 [3]
- الشركة العامة للمنتوجات الغذائية[2]
- هيئة المسح الجيولوجي العراقية [2]
- هيئة المدن الصناعية [2]

## وزارء سابقون
- محمد حديد (1959-1960)
- محيي الدين عبد الحميد (1960-1963)
- طارق حمد العبد الله الجبوري (1982-1986)
- عدنان عبد المجيد العاني (-2001)
- ميسر رجا شلاح (2001-2003)
- محمد توفيق رحيم (2003-2004)
- حاجم الحسني (2004-2005)
- أسامة النجيفي (2005-2006)
- فوزي حريري (2006-2010)
- أحمد الكربولي (2010-2014)
- نصير العيساوي (2014-2016)
- محمد شياع السوداني (وزير بالوكالة) (2016-2018)
- صالح عبد الله الجبوري ( 2018-2020 )
- منهل عزيز الخباز (2020-2022)
- خالد بتال نجم (2022-حتّى الآن)